# Президентские выборы в Финляндии (2006)
Президентские выборы в Финляндии 2006 года (фин. Suomen presidentinvaali 2006 швед. Presidentvalet i Finland 2006) — общегосударственные выборы Президента Финляндии (избирался прямым всенародным голосованием на шестилетний срок) на период 2006—2012 годов.
По результатам второго тура, президентом страны во второй раз подряд была избрана Тарья Халонен.

## Избиратели
Право избирать президента страны имеет любой гражданин Финляндии, достигший 18-летнего возраста. Список избирателей был составлен по данным информационной системы учета населения на 25 ноября 2005 года.
На президентских выборах 2006 года имело право голосовать 4 272 537 человек:
|        | Живущих в Финляндии | Живущих за рубежом | Всего     |
| ------ | ------------------- | ------------------ | --------- |
| Мужчин | 1 964 073           | 82 408             | 2 046 481 |
| Женщин | 2 099 319           | 126 737            | 2 226 056 |
| Всего  | 4 063 392           | 209 145            | 4 272 537 |

## Кандидаты
Кандидатом в президенты страны мог стать только уроженец Финляндии. Его могли выдвинуть либо политическая партия, получившая хотя бы одно место в парламенте на предыдущих выборах, либо группа избирателей числом не менее 20 000 человек.
Срок подачи заявлений на участие в президентских выборах истек 7 декабря 2005 года. 12 декабря был опубликован официальный список кандидатов в президенты. Список начинается с номера 2, поскольку первый номер не назначается по этическим соображениям.
Поскольку был выдвинут более чем один кандидат, то первый тур выборов был назначен на третье воскресенье января.

## Первый тур

### Предварительное голосование
Предварительное голосование проходило в Финляндии 4-5 и 7-10 января, а за пределами страны — 4-7 января.
| N  | Имя            | Партия                             | Голосов | В процентах |
| -- | -------------- | ---------------------------------- | ------- | ----------- |
| 1. | Тарья Халонен  | Социал-демократическая партия      | 636 039 | 49.4%       |
| 2. | Саули Нийнистё | Консервативная коалиционная партия | 281 844 | 21.9%       |
| 3. | Матти Ванханен | Центристская партия                | 257 991 | 20.0%       |
| 4. | Тимо Сойни     | "Настоящие финны"                  | 33 265  | 2.6%        |
| 5. | Хейди Хаутала  | Партия "зеленых"                   | 31 381  | 2.5%        |
| 6. | Бьярне Каллис  | Христианско-демократическая партия | 22 998  | 1.8%        |
| 7. | Хенрик Лакс    | Шведская народная партия           | 17 580  | 1.4%        |
| 8. | Арто Лахти     | Независимый кандидат               | 5 788   | 0.4%        |

### Результаты первого тура
Первый тур президентских выборов состоялся 15 января 2006 года, в нем приняли участие 73,9 % избирателей (76.9 % в 2000 году).
| N  | Имя            | Партия                             | Голосов   | В процентах |
| -- | -------------- | ---------------------------------- | --------- | ----------- |
| 1. | Тарья Халонен  | Социал-демократическая партия      | 1 397 030 | 46.3%       |
| 2. | Саули Нийнистё | Консервативная коалиционная партия | 725 866   | 24.1%       |
| 3. | Матти Ванханен | Центристская партия                | 561 990   | 18.6%       |
| 4. | Хейди Хаутала  | Партия "зеленых"                   | 105 248   | 3.5%        |
| 5. | Тимо Сойни     | "Настоящие финны"                  | 103 492   | 3.4%        |
| 6. | Бьярне Каллис  | Христианско-демократическая партия | 61 483    | 2.0%        |
| 7. | Хенрик Лакс    | Шведская народная партия           | 48 703    | 1.6%        |
| 8. | Арто Лахти     | Независимый кандидат               | 12 989    | 0.4%        |

Поскольку ни один из кандидатов не набрал в первом туре 50 % голосов + 1 голос, то на 29 января был назначен второй тур выборов. В нем приняли участие два кандидата, набравшие наибольшее число голосов в первом туре — Тарья Халонен и Саули Нийнистё.

## Второй тур

### Предварительное голосование
Предварительное голосование проходило в Финляндии с 18 по 24 января, а за пределами страны — с 18 по 21 января.

### Результаты второго тура
Второй тур президентских выборов состоялся 29 января 2006 года, в нем приняли участие 77,2 % избирателей (80.2 % в 2000 году).
| N  | Имя            | Партия                             | Голосов   | В процентах |
| -- | -------------- | ---------------------------------- | --------- | ----------- |
| 1. | Тарья Халонен  | Социал-демократическая партия      | 1 630 980 | 51.8%       |
| 2. | Саули Нийнистё | Консервативная коалиционная партия | 1 518 333 | 48.2%       |

По результатам второго тура, президентом Финляндии во второй раз подряд была избрана Тарья Халонен.

## Вступление в должность
Новый президент вступает в должность в первый день месяца, следующего за выборами — 1 февраля, произнеся в 12:00 торжественную речь перед парламентом. После этого (около 12:20) начинаются полномочия нового президента и заканчиваются полномочия предыдущего.

### Сайты кандидатов
- Бьярне Каллис
- Саули Нийнистё Архивная копия от 5 августа 2011 на Wayback Machine
- Тимо Сойни
- Хейди Хаутала Архивная копия от 13 января 2006 на Wayback Machine
- Хенрик Лакс
- Матти Ванханен Архивная копия от 10 января 2006 на Wayback Machine
- Арто Лахти Архивная копия от 7 августа 2019 на Wayback Machine
- Тарья Халонен Архивная копия от 15 июня 2021 на Wayback Machine